# Мжаванадзе, Мерико Мурадовна
Мерико Мурадовна Мжаванадзе (1926, село Хуцубани, АССР Аджаристан, ССР Грузия — 2005, Батуми, Грузия) — колхозница колхоза имени Ленина Хуцубанского сельсовета Кобулетского района, Аджарская АССР, Грузинская ССР. Герой Социалистического Труда (1949).

## Биография
Родилась в 1926 году (по другим сведениям — в 1921 или 1928 годах) в крестьянской семье в селе Хуцубани. После окончания местной школы трудилась на чайной плантации местного колхоза имени Ленина Кобулетского района. В 1948 году собрала 6300 килограммов сортового чайного листа на площади 0,5 гектара. Указом Президиума Верховного Совета СССР от 29 августа 1949 года удостоена звания Героя Социалистического Труда за «получение в высоких урожаев сортового зелёного чайного листа и цитрусовых плодов в 1948 году» с вручением ордена Ленина и золотой медали «Серп и Молот» (№ 4660).
Этим же Указом званием Героя Социалистического Труда были также награждены труженицы совхоза имени Ленина Мерием Шукриевна Гогитидзе, Эмина Меджидовна Гогитидзе, Гулварди Хасановна Немсадзе, Бесире Нуриевна Ногаидели, Этери Мамедовна Ногайдели и Мерико Хасановна Отиашвили.
После выхода на пенсию проживала в родном селе Хуцубани, затем переехала в Батуми. С 1981 года — персональный пенсионер союзного значения. Умерла в 2005 году.
Награды
- Герой Социалистического Труда
- Орден Ленина
- Медаль «За трудовую доблесть» (19.07.1950)